# 工区街道
工区街道，是中华人民共和国四川省绵阳市涪城区下辖的一个乡镇级行政单位。

## 行政区划
工区街道下辖以下地区：
绵州社区、跃北社区、涪西社区、绵江社区、先锋社区、迎宾社区、玉泉社区、西山社区、滨涪社区和灵通社区。